# When Women Rule (film 1908)
When Women Rule è un cortometraggio muto del 1908 diretto da Lewin Fitzhamon.

## Trama
Le suffragette, con indosso gonnellini corti, prendono in consegna la stazione dei vigili del fuoco.

## Produzione
Il film fu prodotto dalla Hepworth.

## Distribuzione
Distribuito dalla Hepworth, il film - un cortometraggio di 183 metri - uscì nelle sale cinematografiche britanniche nel giugno 1908.
Si conoscono pochi dati del film che, prodotto dalla Hepworth, fu distrutto nel 1924 dallo stesso produttore, Cecil M. Hepworth. Fallito, in gravissime difficoltà finanziarie, il produttore pensò in questo modo di poter almeno recuperare il nitrato d'argento della pellicola.